# Discographie des Arctic Monkeys
La discographie des Arctic Monkeys, groupe de rock indépendant britannique, se compose de 7 albums studio, de 2 EPs et de 15 singles. Le groupe s'est formé en 2002 et est composé de Alex Turner, Jamie Cook, Nick O'Malley et Matt Helders.

## Albums

### Albums studio
| Année | Détails | Charts | Charts | Charts | Charts | Charts | Charts | Charts | Charts | Charts | Charts | Charts | Charts | Charts | Charts | Charts | Charts | Charts | Charts | Charts | Charts | Charts | Certifications                     |
| Année | Détails | [ 1 ]  | [ 2 ]  | [ 3 ]  | [ 4 ]  | [ 5 ]  | [ 6 ]  | [ 7 ]  | [ 8 ]  | [ 9 ]  | [ 10 ] | [ 11 ] | [ 12 ] | [ 13 ] | [ 14 ] | [ 15 ] | [ 16 ] | [ 17 ] | [ 18 ] | [ 19 ] | [ 20 ] | [ 21 ] | Certifications                     |
| ----- | --- | ------ | ------ | ------ | ------ | ------ | ------ | ------ | ------ | ------ | ------ | ------ | ------ | ------ | ------ | ------ | ------ | ------ | ------ | ------ | ------ | ------ | ---------------------------------- |
| 2006  | Whatever People Say I Am, That's What I'm Not - Sortie: 23 janvier 2006 - Label: Domino Records - Format(s): CD, LP | 1      | 1      | 1      | 6      | 9      | 8      | 5      | 12     | 17     | 16     | 20     | 23     | 9      | 23     | 38     | 24     | 46     | 8      | 40     | 26     | 3      | 4× Platine · 2 × Platine · Or · Or |
| 2007  | Favourite Worst Nightmare - Sortie: 23 avril 2007 - Label: Domino Records - Format(s): CD, LP                       | 1      | 1      | 2      | 1      | 3      | 1      | 4      | 2      | 6      | 6      | 2      | 6      | 4      | 12     | 20     | 7      | 4      | 14     | 14     | 17     | 2      | 2 × Platine · Or · Or · Or         |
| 2009  | Humbug - Sortie: 24 août 2009 - Label: Domino Records - Format(s): CD, LP                                           | 1      | 1      | 2      | 4      | 1      | 2      | 3      | 7      | 2      | 7      | 4      | 7      | 4      | 7      | 5      | 15     | 6      | 11     | 17     | 12     | 1      | Platine                            |
| 2011  | Suck It and See - Sortie: 6 juin 2011 - Label: Domino Records - Format(s): CD, LP                                   | 1      | 3      | 4      | 2      | 2      | 6      | 7      | 4      | 7      | 8      | 10     | 12     | 12     | 7      | 10     | 14     | 12     | 34     | 28     | 33     | —      | Or                                 |
| 2013  | AM - Sortie: 9 septembre 2013 - Label: Domino Records - Format(s): CD, LP                                           | 1      | 1      | 1      | 1      | 1      | 1      | 1      | 5      | 4      | 2      | 3      | 2      | 10     | 1      | 3      | 6      | 3      | 8      | 4      | 15     | —      | Platine                            |
| 2018  | Tranquility Base Hotel and Casino - Sortie: 11 mai 2018 - Label: Domino Records - Format(s): CD, LP                 | 1      | 2      | 1      | 2      | 1      | 1      | 2      | 2      | 1      | 1      | 4      | 3      | 9      | 1      | 1      | 8      | 4      | 5      | 3      | 8      | —      |                                    |
| 2022  | The Car - Sortie: 21 octobre 2022 - Label: Domino Records - Format(s): CD, LP                                       | 1      | 2      | 2      | 5      | 2      | 2      | 2      | 8      | 2      | 3      | 5      | 3      | 16     | 2      | 3      | 1      | 6      | 5      | 6      | 8      | —      | Or                                 |

### EPs
| Titre                            | Détails                                                                             | Meilleure position dans les classements | Meilleure position dans les classements | Meilleure position dans les classements | Meilleure position dans les classements | Meilleure position dans les classements | Meilleure position dans les classements |
| Titre                            | Détails                                                                             | [ 3 ]                                   | [ 4 ]                                   | [ 11 ]                                  | [ 2 ]                                   | [ 9 ]                                   | [ 13 ]                                  |
| -------------------------------- | ----------------------------------------------------------------------------------- | --------------------------------------- | --------------------------------------- | --------------------------------------- | --------------------------------------- | --------------------------------------- | --------------------------------------- |
| Five Minutes with Arctic Monkeys | - Date de sortie : 30 mai 2005 - Label : Bang Bang (BANGB #71) - Format: CD, LP, 7" | —                                       | —                                       | —                                       | —                                       | —                                       | —                                       |
| Who the Fuck Are Arctic Monkeys? | - Date de sortie : 24 avril 2006 - Label : Domino (RUG #226) - Format : CD, LP, 10" | 37                                      | 2                                       | 79                                      | 5                                       | 52                                      | 137                                     |
| iTunes Festival: London 2011     | - Date de sortie : 22 juillet 2011 - Format: Téléchargement digital                 | —                                       | —                                       | —                                       | —                                       | —                                       | —                                       |

### Albums live
| Titre             | Détails de l'album                                                                                            |
| ----------------- | --- |
| At the Apollo     | - Album Live enregistré le 17.12.2007 à Manchester Appolo - Date de sortie : 3 November 2008 - Domino Records |
| Royal Albert Hall | - Album Live enregistré le 7.06.2018 (War Child UK) - Date de sortie : 2020 - Domino Records                  |

### Autres albums
| Titre                 | Détails de l'album                                               |
| --------------------- | ---------------------------------------------------------------- |
| Beneath the Boardwalk | - Album démo - Date de sortie : 2004 - Auto-produit et distribué |

## Chansons

### Singles
| Année | Single                                      | Classement | Classement | Classement | Classement | Classement | Classement | Classement | Classement | Classement | Classement | Album                                         |
| Année | Single                                      | ,          | [ 3 ]      | [ 5 ]      | [ 4 ]      | [ 9 ]      | [ 11 ]     | [ 2 ]      | [ 19 ]     | [ 6 ]      | ,          | Album                                         |
| ----- | ------------------------------------------- | ---------- | ---------- | ---------- | ---------- | ---------- | ---------- | ---------- | ---------- | ---------- | ---------- | --------------------------------------------- |
| 2005  | I Bet You Look Good on the Dancefloor       | 1          | 18         | —          | 15         | 100        | —          | 12         | —          | 99         | 118        | Whatever People Say I Am, That's What I'm Not |
| 2006  | When the Sun Goes Down                      | 1          | 26         | 62         | —          | —          | 89         | 11         | —          | 72         | —          | Whatever People Say I Am, That's What I'm Not |
| 2006  | Fake Tales of San Francisco                 | —          | —          | —          | —          | —          | —          | —          | —          | —          | —          | Whatever People Say I Am, That's What I'm Not |
| 2006  | Leave Before the Lights Come On             | 4          | 81         | —          | 11         | —          | —          | 16         | 44         | —          | —          | —                                             |
| 2007  | Brianstorm                                  | 2          | 67         | 59         | 4          | 44         | 64         | 7          | 28         | 36         | 114        | Favourite Worst Nightmare                     |
| 2007  | Fluorescent Adolescent                      | 5          | —          | 57         | 9          | 88         | 86         | 12         | —          | —          | —          | Favourite Worst Nightmare                     |
| 2007  | Teddy Picker                                | 20         | —          | 75         | —          | 99         | —          | 32         | 35         | 98         | —          | Favourite Worst Nightmare                     |
| 2009  | Crying Lightning                            | 12         | —          | 63         | —          | 23         | —          | —          | —          | —          | —          | Humbug                                        |
| 2009  | Cornerstone                                 | 94         | 99         | 68         | —          | 42         | —          | —          | —          | —          | —          | Humbug                                        |
| 2010  | My Propeller                                | 90         | —          | 57         | —          | 56         | —          | —          | —          | —          | —          | Humbug                                        |
| 2011  | Don't Sit Down 'Cause I've Moved Your Chair | 28         | —          | 50         | 6          | 76         | 89         | —          | —          | 55         | —          | Suck It and See                               |
| 2011  | The Hellcat Spangled Shalalala              | 167        | —          | 65         | —          | —          | —          | —          | —          | —          | —          | Suck It and See                               |
| 2011  | Suck It and See                             | 149        | —          | 70         | —          | —          | —          | —          | —          | —          | —          | Suck It and See                               |
| 2012  | Black Treacle                               | 173        | —          | 85         | —          | —          | —          | —          | —          | —          | —          | Suck It and See                               |
| 2012  | R U Mine?                                   | 23         | 94         | —          | —          | 147        | —          | 65         | —          | —          | —          | AM                                            |
| 2013  | Do I Wanna Know?                            | 11         | 37         | 33         | —          | 45         | —          | 14         | —          | 62         | 70         | AM                                            |
| 2013  | Why'd You Only Call Me When You're High?    | 8          | —          | 31         | —          | 164        | —          | 33         | 42         | —          | —          | AM                                            |
| 2013  | One for the Road                            | —          | —          | 79         | —          | —          | —          | —          | —          | —          | —          | AM                                            |
| 2014  | Arabella                                    | —          | —          | —          | —          | —          | —          | —          | —          | —          | —          | AM                                            |
| 2014  | Snap Out of It                              | —          | —          | —          | —          | —          | —          | —          | —          | —          | —          | AM                                            |

### Autres
| Titre                                          | Année | Meilleur position | Meilleur position | Meilleur position | Album                                    |
| Titre                                          | Année | UK                | UK Indie ,        | BEL               | Album                                    |
| ---------------------------------------------- | ----- | ----------------- | ----------------- | ----------------- | ---------------------------------------- |
| The View from the Afternoon                    | 2006  | 74                | ?                 | —                 | Who the Fuck Are Arctic Monkeys?         |
| If You Found This It's Probably Too Late       | 2007  | 124               | ?                 | —                 | Brianstorm                               |
| Temptation Greets You Like Your Naughty Friend | 2007  | 77                | ?                 | —                 | Brianstorm                               |
| What If You Were Right the First Time?         | 2007  | 114               | ?                 | —                 | Brianstorm                               |
| D Is for Dangerous                             | 2007  | 116               | ?                 | —                 | Favourite Worst Nightmare                |
| Balaclava                                      | 2007  | 104               | ?                 | —                 | Favourite Worst Nightmare                |
| Only Ones Who Know                             | 2007  | 130               | ?                 | —                 | Favourite Worst Nightmare                |
| Do Me a Favour                                 | 2007  | 127               | ?                 | —                 | Favourite Worst Nightmare                |
| This House Is a Circus                         | 2007  | 132               | ?                 | —                 | Favourite Worst Nightmare                |
| If You Were There, Beware                      | 2007  | 189               | ?                 | —                 | Favourite Worst Nightmare                |
| The Bad Thing                                  | 2007  | 140               | ?                 | —                 | Favourite Worst Nightmare                |
| Old Yellow Bricks                              | 2007  | 122               | ?                 | —                 | Favourite Worst Nightmare                |
| 505                                            | 2007  | 74                | ?                 | 64                | Favourite Worst Nightmare                |
| The Bakery                                     | 2007  | 161               | ?                 | —                 | Fluorescent Adolescent                   |
| Plastic Tramp                                  | 2007  | 153               | ?                 | —                 | Fluorescent Adolescent                   |
| Too Much to Ask                                | 2007  | 178               | ?                 | —                 | Fluorescent Adolescent                   |
| Sketchead                                      | 2009  | 80                | ?                 | —                 | Cornerstone                              |
| Fright Lined Dining Room                       | 2009  | —                 | 29                | —                 | Cornerstone                              |
| Catapult                                       | 2009  | —                 | 35                | —                 | Cornerstone                              |
| The Afternoon's Hat                            | 2010  | —                 | 27                | —                 | My Propeller                             |
| Joining the Dots                               | 2010  | —                 | 28                | —                 | My Propeller                             |
| Evil Twin                                      | 2011  | 114               | 16                | —                 | Suck It and See                          |
| Electricity                                    | 2012  | 128               | 10                | —                 | R U Mine?                                |
| 2013                                           | 2013  | —                 | 36                | —                 | Do I Wanna Know?'                        |
| Stop the World I Wanna Get Off with You        | 2013  | 74                | 12                | —                 | Why'd You Only Call Me When You're High? |
| You're So Dark                                 | 2013  | —                 | 17                | —                 | One for the Road                         |

## DVD
| Titre         | Date de sortie  | Type | Label          |
| ------------- | --------------- | ---- | -------------- |
| Scummy Man    | 10 avril 2006   | DVD  | Domino Records |
| At the Apollo | 3 novembre 2008 | DVD  | Domino Records |

## Clips vidéo
| Année | Titre                                       | Réalisateur(s)                 | Album                                         | Vidéo                                       |
| ----- | ------------------------------------------- | ------------------------------ | --------------------------------------------- | ------------------------------------------- |
| 2005  | Fake Tales of San Francisco                 | Chris Commons & Mark Bull      | Whatever People Say I Am, That's What I'm Not | [vidéo] « Visionner la vidéo », sur YouTube |
| 2005  | I Bet You Look Good on the Dancefloor       | Huse Monfaradi                 | Whatever People Say I Am, That's What I'm Not | [vidéo] « Visionner la vidéo », sur YouTube |
| 2006  | When the Sun Goes Down                      | Paul Fraser                    | Whatever People Say I Am, That's What I'm Not | [vidéo] « Visionner la vidéo », sur YouTube |
| 2006  | The View from the Afternoon                 | W.I.Z.                         | Whatever People Say I Am, That's What I'm Not | [vidéo] « Visionner la vidéo », sur YouTube |
| 2006  | Leave Before the Lights Come On             | John Hardwick                  | —                                             | [vidéo] « Visionner la vidéo », sur YouTube |
| 2007  | Brianstorm                                  | Huse Monfaradi                 | Favourite Worst Nightmare                     | [vidéo] « Visionner la vidéo », sur YouTube |
| 2007  | Fluorescent Adolescent                      | Richard Ayoade                 | Favourite Worst Nightmare                     | [vidéo] « Visionner la vidéo », sur YouTube |
| 2007  | Teddy Picker                                | Roman Coppola                  | Favourite Worst Nightmare                     | [vidéo] « Visionner la vidéo », sur YouTube |
| 2009  | Crying Lightning                            | Richard Ayoade                 | Humbug                                        | [vidéo] « Visionner la vidéo », sur YouTube |
| 2009  | Cornerstone                                 | Richard Ayoade                 | Humbug                                        | [vidéo] « Visionner la vidéo », sur YouTube |
| 2010  | My Propeller                                | Will Lovelace & Dylan Southern | Humbug                                        | [vidéo] « Visionner la vidéo », sur YouTube |
| 2011  | Brick by Brick                              | Focus Creeps                   | Suck It and See                               | [vidéo] « Visionner la vidéo », sur YouTube |
| 2011  | Don't Sit Down 'Cause I've Moved Your Chair | Focus Creeps                   | Suck It and See                               | [vidéo] « Visionner la vidéo », sur YouTube |
| 2011  | The Hellcat Spangled Shalalala              | Focus Creeps                   | Suck It and See                               | [vidéo] « Visionner la vidéo », sur YouTube |
| 2011  | Suck It and See                             | Focus Creeps                   | Suck It and See                               | [vidéo] « Visionner la vidéo », sur YouTube |
| 2011  | Evil Twin                                   | Focus Creeps                   | —                                             | [vidéo] « Visionner la vidéo », sur YouTube |
| 2012  | Black Treacle                               | Focus Creeps                   | Suck It and See                               | [vidéo] « Visionner la vidéo », sur YouTube |
| 2012  | You and I                                   | Focus Creeps                   | —                                             | [vidéo] « Visionner la vidéo », sur YouTube |
| 2012  | R U Mine?                                   | Focus Creeps                   | AM                                            | [vidéo] « Visionner la vidéo », sur YouTube |
| 2013  | Do I Wanna Know?                            | David Wilson                   | AM                                            | [vidéo] « Visionner la vidéo », sur YouTube |
| 2013  | Why'd You Only Call Me When You're High?    | Nabil Elderkin                 | AM                                            | [vidéo] « Visionner la vidéo », sur YouTube |
| 2013  | One For The Road                            | Focus Creeps                   | AM                                            | [vidéo] « Visionner la vidéo », sur YouTube |
| 2014  | Arabella                                    | Jake Nava                      | AM                                            | [vidéo] « Visionner la vidéo », sur YouTube |
| 2014  | Snap Out Of It                              | Focus Creeps                   | AM                                            | [vidéo] « Visionner la vidéo », sur YouTube |